# Пенелопа чубата
Пенелопа чубата (Penelope purpurascens) — вид куроподібних птахів родини краксових (Cracidae).

## Поширення
Вид поширений в Центральній Америці та на півночі Південної Америки від Мексики до Еквадору. Живе в тропічних і субтропічних районах, на висоті від 0 до 2500 метрів над рівнем моря.

## Опис
Його довжина становить від 70 до 91 см, а вага — від 1,6 до 2,7 кг. Оперення темно-сірувато-коричневе з білими краями. Обличчя навколо очей голе й синє, горло широке й червоне, дзьоб чорний блискучий, а ноги червоні. Для самців характерний сірий чубчик.

## Спосіб життя
Зазвичай живе групами до 12 особин. Харчується фруктами, насінням і комахами. 

## Підвиди
Таксон включає три підвиди:
- Penelope purpurascens purpurascens — від Мексики до Гондурасу та Нікарагуа.
- Penelope purpurascens aequatorialis — від південного Гондурасу та Нікарагуа до північно-західної Колумбії та південного сходу Еквадору та Перу.
- Penelope purpurascens brunnescens — від північної Колумбії до східної Венесуели.